# منیزیم استارات
منیزیم استارات (به انگلیسی: Magnesium stearate) با فرمول شیمیایی Mg(C
۱۸H
۳۵O
۲)
۲ یک ترکیب شیمیایی با شناسه پاب‌کم ۱۱۱۷۷ است که جرم مولی آن ۵۹۱٫۲۷ g/mol می‌باشد. شکل ظاهری این ترکیب، پودر سفید روشن است.
این ماده ترکیبی شیمیایی با فرمول Mg(c18h35o2)2 است که در اثر واکنش آنیون اسید استئاریک و کاتیون منیزیم تشکیل می‌شود.
این پودر سفید رنگ که در آب و بسیاری حلال‌ها نا محلول است، سمیت بسیار کمی دارد و بنابراین ویژگی در صنایع مختلف از جمله صنایع دارویی کاربرد دارد.
به منظور ایجاد خاصیت ضد چسبندگی، بهبود سیالیت و روان‌سازی پودرها و گرانول‌ها و نیز کاهش اصطکاک، گرمای انتقال و جلوگیری از خوردگی در طی فرایند از روان‌کننده‌ها در صنایع مختلف استفاده گسترده‌ای می‌شود. در میان روان‌کننده‌ها، استئارات منیزیم FSM4014 در ساخت قرص‌ها و کپسول‌ها، فرآورده‌های غذایی، محصولات آرایشی و فرآورده‌های صنعتی کاربرد قابل ملاحظه ای دارد. دمای ذوب بالا، روان‌کننده گی زیاد در غلظت‌های کم، توانایی پوشش دهی زیاد، ایمنی، سمی نبودن و پایداری مناسب از مزایای استئارات منیزیم FSM4014 نسبت به روان‌کننده‌های دیگر می‌باشد.

## برخی از کاربردهای استئارات منیزیم
- ماده اولیه برای پایداری حرارتی در پی وی سی و تولید استابلایزر PVC
- درتولید و فرایند پلاستیک ABS, PS , EPS
- عامل روان‌کننده قالب
- عامل جداکننده قرص از قالب
- عامل روان‌کننده و آب گریز در پودرهای آتش‌نشانی